# Автомагістраль A6 (Литва)
Автомагістраль A6 — шосе в Литві яка пролягає від Каунаса до латвійського кордону біля Зарасая. Звідти дорога продовжується до Даугавпілса як A13. Довжина дороги 185,40 км.
Обмеження швидкості для більшої частини довжини A6 за замовчуванням становить 70–90 км/год (за межами міста) з невеликою кількістю міських ділянок із замовчуванням 30–50 км/год. Ділянку від Каунаса до Йонави було оновлено до двопроїзної дороги з розв’язками, пішохідними переходами, розворотами та світлофорами. Решта ділянок – це дороги з однією смугою в кожному напрямку, що ведуть через такі міста, як Укмерге, Утена та Зарасай.
Цей маршрут є частиною міжнародної мережі доріг E (частина європейського маршруту E262).

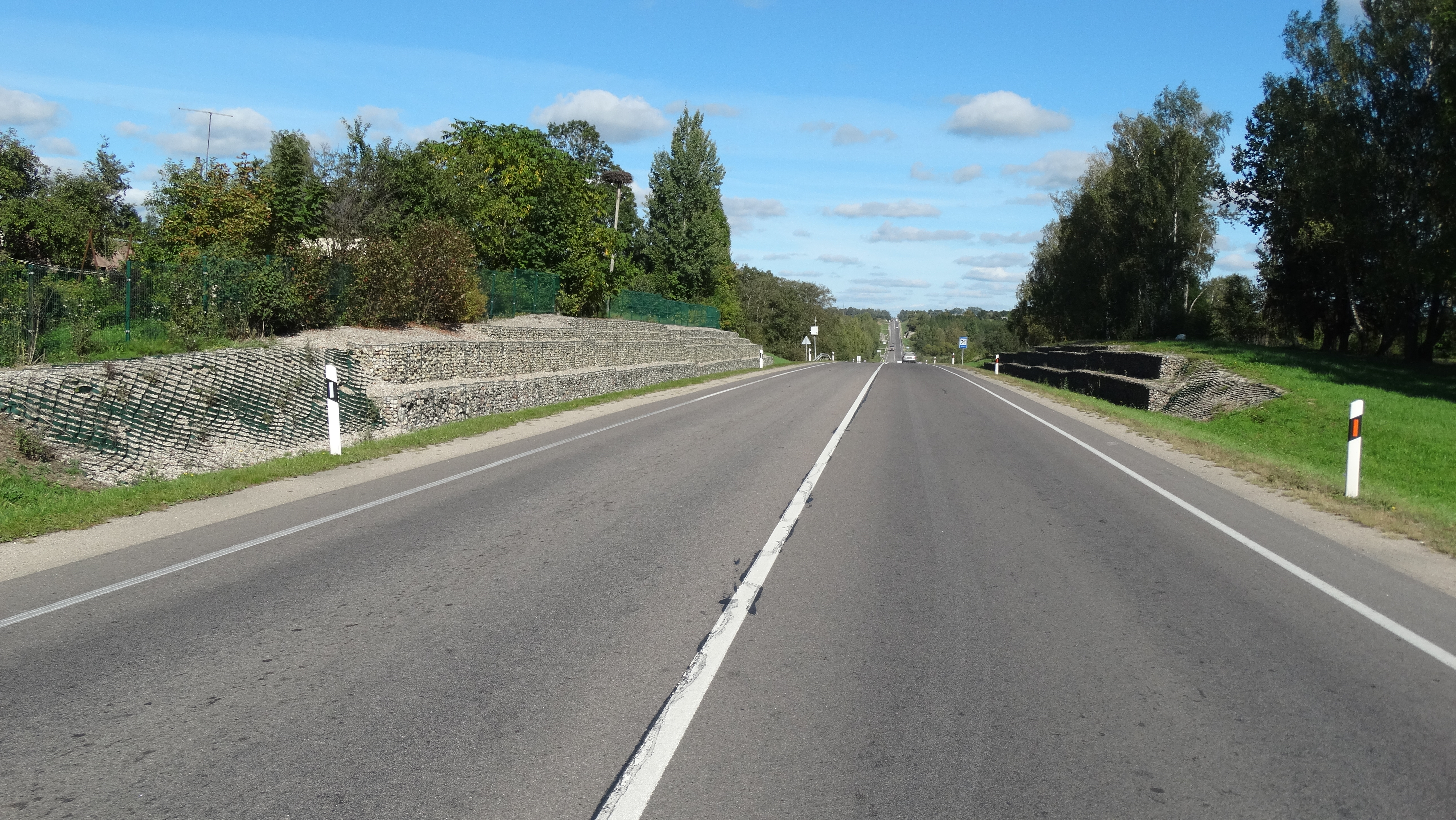
Ділянка шосе 1+1 біля Утені

У липні 2023 року було схвалено новий проект зміни маршруту A6 з півдня Йонави до передмість Скаруляй і Швейцарії. Початок будівельних робіт очікується у 2024 році.

## Дивись також
- Транспорт Литви